# Иззедин Салим
Иззедин Салим (араб. عزالدين سليم; род. 23 марта 1941, Басра — 17 мая 2004, Багдад) — иракский политический деятель. Был Президентом правительственного совета Ирака. По профессии Иззедин был учителем.

## Биография
Родился в городе Басра в 1943 году.  В 1961 году вступил в шиитскую партию Дава. Окончил педагогический факультет в Басре в 1964 году. В 1973 году он стал лидером партии Дава, и в следующем году был посажен в тюрьму. Через несколько месяцев его выпустили. После этого он бежал в Кувейт, где проработал учителем пять лет, затем уехал в Иран где жил следующие два десятилетия. Он порвал с партий Дава и поддерживал исламскую революцию в Иране. Там он создал Исламский центр политических исследований. В 1983 году присоединился к Высшему совету исламской революции в Ираке, крупнейшей базирующейся в Тегеране группе иракских изгнанников, которая была вооружена иранским оружием для проведения небольших военных операций против режима Саддама Хусейна в Ираке. В 2001 году когда в Иракской оппозиции начались противоречия он покинул Высший совет исламской революции в Ираке, хотя представлял Иракскую оппозицию на конференции в Лондоне в 2002 году.
В 2003 году после свержения Хусейна, он стал членом Коалиционного правительства в Ираке. Он призывал к участию женщин в временном правительстве. Выступал против шиитского Аятоллы Али аль Систани который выступал за расширение автономии курдам. Салим инициировал создание комитета по борьбе с сектантством, который работал над предотвращением возникновения напряженности между суннитами и шиитами. В мае 2004 года стал Президентом правительственного совета Ирака.
17 мая 2004 года он был взорван террористом-смертником в Багдаде. Ответственность за убийство взяла Джамаат ат-Таухид валь-Джихад.